# نسيم زيتوني
نسيم زيتوني (31 مارس 1994 بسطيف في الجزائر - ) هو لاعب كرة قدم جزائري في مركز الوسط. لعب مع فيتوريا دي غيماريش.

## وصلات خارجية
- نسيم زيتوني على موقع قاعدة بيانات كرة القدم.إي يو (الإنجليزية)
- نسيم زيتوني على موقع Soccerway.com (الإنجليزية)
- نسيم زيتوني على موقع AS.com (الإسبانية)